# Lille bjergand
Lille bjergand (latin: Aythya affinis) er en dykand, der lever i Alaska, Canada og det nordvestlige USA.